# Els Dietvorst
Els Dietvorst (Kapellen, 1964) is een Belgische beeldende kunstenaar en filmmaker. Ze woont en werkt in het Ierse Duncormick, waar ze ook schapen hoedt.

## Biografie
Dietvorst werd geboren in 1964. Ze studeerde aan de Antwerpse Academie en behaalde een masterdiploma in Schone Kunsten aan Sint-Lucas in Brussel.
Ze vervaardigt haar sculpturen uit vergankelijke materialen zoals hout en leem en verwijst daarmee naar maatschappelijke situaties zoals oorlog, hongersnood en vluchtelingenproblematiek. Haar Skulls-serie, waarvan ze de eerste maakte in 1999, verwijst naar oorlogsgeweld maar ook de existentiële ervaring van het sterven.
Naast sculpturen en installaties zijn tekeningen, teksten en vooral video haar belangrijkste media. Ze focust op communicatie, intermenselijke relaties, sociaal conflict, de condition humaine en de outsider. Vaak werkt ze jarenlang aan projecten en betrekt ze haar omgeving daarbij. Het draait niet louter om het aanklagen van onrecht, maar om "het ontwikkelen van begrip, het zien van het grotere geheel en het context geven aan verschillende gebeurtenissen". "Kunst is een manier om te communiceren," luidt het op haar website: "Een reden om te discussiëren over de relatie tussen mensen en hun omgeving, of een ontmoeting met iets dat we niet kennen." Inspiratie hiervoor haalde ze bij Duitse kunstenaar Joseph Beuys, die de maatschappij zag als "één groot kunstwerk, een soziale Skulptur, waaraan iedereen bijdraagt, niet alleen de kunstenaar". Kunst is geen doel op zich voor Dietvorst, maar een middel. Het medium dat ze gebruikt hangt af van de specifieke omstandigheden van het onderwerp. Hierdoor zijn veel van haar kunstwerken weggegeven, vernietigd of vergaan.
Van 1999 tot 2005 werkte ze in de Brusselse Anneessenswijk aan haar project The Return of the Swallows (De terugkeer van de zwaluwen). Ze volgde er nieuwkomers, reizigers en mensen die er waren gestrand. Met vijfendertig mensen met tien verschillende nationaliteiten, die ze 'zwaluwen' noemde, werkte ze samen aan performances, happenings, video-opnames, films, een theaterstuk en een tijdschrift. In 2005 werd dat parcours weergegeven tijdens een expo in Bozar te Brussel.
Ze maakte een trilogie op video, gewijd aan de dakloze Kameroener ACM (Art-Coeur-Merci). In 2009 maakt ze de kortfilm As Long as the Blackbird Sings. Tijdens een wandeling had ze ACM ontmoet. Ze volgde hem vijf jaar lang met camera en notitieboekje, maar toen ze een film over hem wilde maken, was hij verdwenen. Daarom maakte ze de film met een acteur. Het werd een reflectie van de mentale toestand van ACM. Jaren later kwam ze ACM terug op het spoor en maakten ze de film A Walk with ACM, een wandeling langs alle plekken in Brussel waar hij een huisje bouwde en weggejaagd werd. In 2013 raakten ze opnieuw het contact kwijt. Zes jaar later ging ze hem opnieuw zoeken, met hulp van studenten van het Antwerpse Conservatorium. Die vruchteloze zoektocht werd vastgelegd in ACM Lost and Found.
In 2009 cureerde ze samen met Dirk Braeckman de negende en laatste editie van het Gentse Time Festival. Vanwege hun zorgen over de toestand en de toekomst van de wereld, besloten de curatoren een statement te maken: Time 2009 werd een boek in plaats van een evenement. Time Is A Book bevatte 342 pagina's en werd gratis verspreid. Er stonden bijdragen in van Chantal Akerman, ACM en Els Dietvorst, Robert Adams, Philip Aguirre y Otegui, Herman Asselberghs, Orla Barry, John Berger, Yves Berger en Daniel Michiels, Dirk Braeckman en Peter Verhelst, Wang Bing, Bitter / Weber, Bureau d'Etude, Boris Charmatz, Wim Cuyvers, Carl De Keyzer, Clayton Eshleman, Belu Simion Fainaru, Jasmina Fekovic, Nikolaus Gansterer, Mekhitar Garabedian, Pieter Geenen, Elias Grootaers, Jitka Hanzlova, Stefan Hertmans, Craigie Horsfield, Suchan Kinoshita, Mark Klett, Franciska Lambrechts, Marije Langelaar, Dirk Lauwaert, Lynne Cohen en Andrew Lugg, Mark Manders, Susan Meiselas, Jean-Luc Moulène, Simon Norfolk, Honoré ∂’O, Ben Okri, Rimini Protokoll Produktionsburo, Gerry Smith, Guy Tillim, Moniek Toebosch, Ana Torfs, Marc Trivier, Jens Ullrich, An van Dienderen, Sarah Vanagt, Apichatpong Weerasethakul, Eliot Weinberger, Lawrence Weiner en Katarina Zdjelar.
In 2010 verhuisde Dietvorst naar Ierland, waar ze op een schapenboerderij werkt en woont.
In 2015 werd ze geselecteerd voor de Biënnale voor Hedendaagse Kunst in Moskou, samen met Luc Tuymans, Fabrice Hyber, Liam Gillick, Gabriel Lester en Birdhead.
Haar eerste theatervoorstelling kwam er in 2019: Memento Mori! !iroM otnemeM. Deze voorstelling bestond uit twee monologen. De eerste tekst, 'Ik ga naar mijn kippen', was gebaseerd op haar ontmoeting met de dakloze ACM en gaat over schoonheid en destructie. Deze tekst werd vertolkt door acteur Dirk Roofthooft. De tweede tekst, 'Drijfhout', werd geïnspireerd door haar broer die op sterven lag terwijl zij aan een Skull-sculptuur aan het werken was. Deze tekst werd vertolkt door Aurelie Di Marino. De regie was van Esther Severi en het stuk werd geproduceerd door Kaaitheater Brussel. Het stuk werd vertoond in de Kaaistudio's in Brussel en deSingel in Antwerpen, naast culturele centra zoals CC De Grote Post in Oostende en 30CC in Leuven. De Latijnse titel Memento Mori betekent zoveel als "Bedenk dat u sterfelijk bent". Voor Dietvorst heeft dat betrekking tot haar kunst: "Creativiteit is een basiskenmerk van ons zijn. Kunst is belangrijk, net zoals eten en drinken. We hebben fantasie nodig om te overleven. Voor mij is kunst eigenlijk een levensfilosofie. Het is ook een manier om te delen, om een dialoog aan te gaan, om andere opinies te horen. Gewapend met kunst zijn we alerter en komen we minder bedrogen uit," verklaarde ze in 2018 aan Eva Decaesstecker.
Haar werk werd getoond in kunstinstellingen en op festivals zoals Kunstenfestivaldesarts en BAK in Utrecht en was ook te zien in New York, Casablanca, Londen en Wenen.

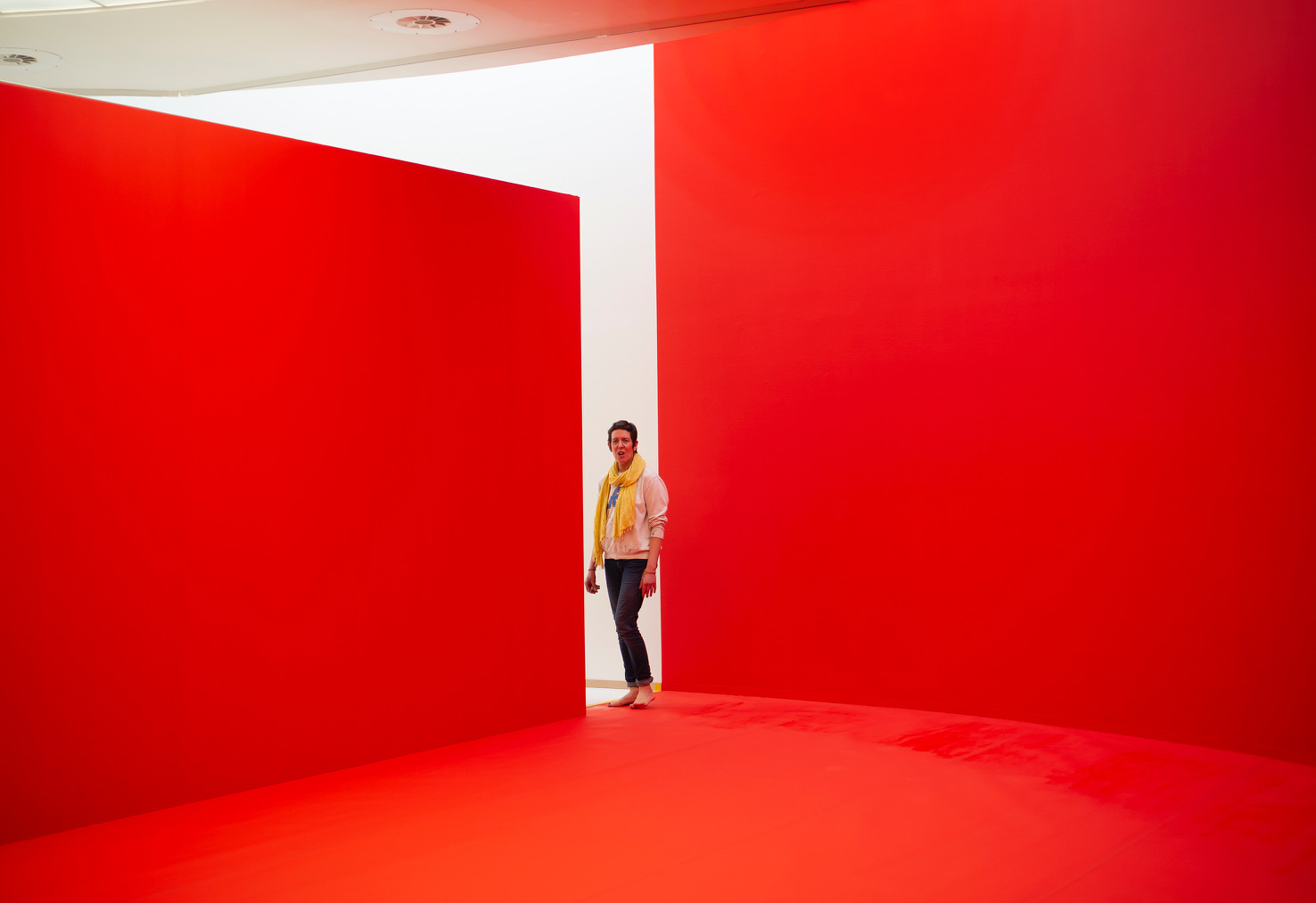
Els Dietvorst in het M HKA in 2020

Op 7 februari 2020 opende haar eerste overzichtstentoonstelling, Dooltocht I A desperate quest to find a base for hope, in het M HKA in Antwerpen. Toen België op 13 maart in lockdown ging door de coronacrisis, werd het museum gesloten. Op 18 mei ging het opnieuw open en de expo werd verlengd tot 30 augustus. De tentoonstelling bestond uit documentaires, films en video’s, lemen sculpturen, theaterteksten, inkttekeningen en installaties. Verschillende al dan niet vernietigde werken werden opnieuw gecreëerd voor deze expo. Zelf beschouwde ze het niet als een retrospectieve, omdat haar werk transformeert: films worden installaties en omgekeerd, tekeningen worden sculpturen, gesprekken monden uit in teksten. "Ik doe nooit graag twee dingen hetzelfde. ... We maken nu vijfenveertig beelden. Misschien gooi ik ze straks allemaal in de vuilnisbak, of er breekt een beeld en dan wordt het weer iets anders," stelde ze naar aanleiding van deze expo.

## Films
- Song for the Price of a Goat (2000)
- Giant's Feet (2001)
- Act One (2002)
- The King's Children (2004)
- Song for the Price of a Goat 2 (2005)
- Libera Me, Santa Barbara I & II (2007)
- As Long as the Blackbird Sings (2009)
- A Walk with ACM (2009)
- The Black Lamb (2011-2014)
- The Rabbit and the Teasel (2014)[27] - geselecteerd voor het Ecofalante Environmental Film Festival in São Paulo,[28] Festival Filmer à Tout Prix in Brussel,[29] Festival dei Popoli in Firenze,[30] Festival Planète Honnête in Cadenet,[31] Visions du Réel in Nyon[32]
- I Watched the White Dogs of the Dawn (2016)
- The Dance of the Thatcher (2019)
- ACM Lost and Found (2019)

## Onderscheidingen
- 2017 - Evens Arts Prize[33]
- 2021 - BelgianArtPrize[34]